# Aleksandrovski sad (métro de Moscou)
Aleksandrovski sad (en russe : Алекса́ндровский сад et en anglais : Aleksandrovsky Sad) est une station de la ligne Filiovskaïa (ligne 4 bleu clair) du métro de Moscou. Elle est située sur le territoire de l'arrondissement Arbat dans le district administratif central de Moscou.

## Situation sur le réseau
Établie en souterrain à 7 mètres sous le niveau du sol, la station terminus Aleksandrovski sad est située au point 2+40 de la ligne Filiovskaïa (ligne 4 bleu clair), après la station Arbatskaïa (en direction de Mejdounarodnaïa ou de Kountsevskaïa).

## Histoire
La station Aleksandrovski sad est mise en service le 15 mai 1935, lors de l'ouverture à l'exploitation de la première ligne.